# Колочне 2-е
Коло́чне 2-е (рос. Колочное 2-е) — село у складі Читинського району Забайкальського краю, Росія. Адміністративний центр Колочнинського сільського поселення.

## Населення
Населення — 791 особа (2010; 817 у 2002).
Національний склад (станом на 2002 рік):
- росіяни — 93 %